# 거스 미어스
거스 미어스(Gus Mears, 1873 - 1912)는 영국의 사업가이다.
그는 1904년 런던 애슬레틱스클럽 운동장 부지를 매입한 뒤, 이 곳을 축구 경기장으로 개조하여 스탬포드 브리지라 명명하였다. 본래는 근처의 풀럼 FC에 부지를 양도하고자 하였으나, 풀럼 측이 거절하자 동생인 조셉 미어스(Joseph Mears)와 함께 프로축구클럽인 첼시 FC를 창단하였다.